# České Chalupy
České Chalupy (německy Böhmischhäuser) jsou malá vesnice, součást obce Nová Ves v okrese Český Krumlov. Leží v údolí Chmelenského potoka přibližně 17 km ssz. od Českého Krumlova, 18 km západně od Českých Budějovic a 18 km vjv. od Prachatic.

## Historie
První písemná zmínka o vesnici pochází z roku 1841.

## Pamětihodnosti
- Výklenková kaplička (kulturní památka ČR)

## Rodáci
- Miloš Jakeš (1922–2020), generální tajemník ÚV KSČ